# 拉贝利耶尔 (奥恩省)
拉贝利耶尔（法語：La Bellière，法語發音：[la bɛljɛʁ] ⓘ）是法国奥恩省的一个市镇，属于阿让唐区。

## 地理
拉贝利耶尔（48°37'33"N, 0°2'3"W）面积13.91 平方千米，位于法国诺曼底大区奧恩省，该省份为法国西北部内陆省份，北起顺时针与卡爾瓦多斯省、厄尔省、厄尔-卢瓦省、萨尔特省、马耶讷省和芒什省接壤。
与拉贝利耶尔接壤的市镇（或旧市镇、城区）包括：勒塞尔克伊、弗朗什维尔、拉朗德德古、蒙梅雷、布瓦尚普雷、福尔日莱索。

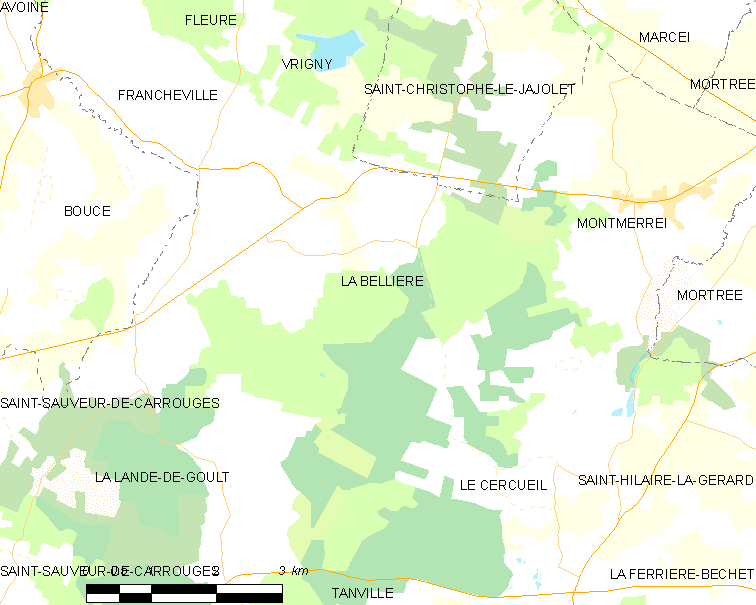
的OSM定位图

拉贝利耶尔的时区为UTC+01:00、UTC+02:00（夏令时）。

## 行政
拉贝利耶尔的邮政编码为61570，INSEE市镇编码为61039。

## 政治
拉贝利耶尔所属的省级选区为塞镇县。

## 人口

1962-2008年间人口变化图示

拉贝利耶尔于2022年1月1日时的人口数量为129人。